# Mudança global
Mudança global refere-se a transformações em escala planetária que ocorrem no sistema terrestre. O termo surgiu do acúmulo de evidências, nas últimas décadas, de que mudanças rápidas e contínuas estão afetando o planeta como um todo, impulsionadas principalmente pelo aumento das atividades humanas, especialmente a partir da metade do século XX, um período conhecido como a Grande Aceleração. Inicialmente vinculado aos estudos sobre mudanças climáticas, o conceito expandiu-se para uma visão mais holística, abrangendo diversas alterações em componentes do sistema terrestre, como solo, oceanos, polos, atmosfera, seres vivos e os ciclos e processos naturais.
Essas mudanças são analisadas pela ciência do sistema terrestre, que considera as interações complexas entre os ambientes físico-químico e biológico, além dos impactos mútuos entre as ações humanas e esses elementos. Atualmente, o sistema terrestre inclui também a sociedade humana, de modo que a mudança global engloba grandes transformações na sociedade, especialmente aquelas decorrentes da Grande Aceleração.
O termo mudança global abrange caracterização de transformações na população, no clima, na economia, no uso de recursos, no desenvolvimento energético, nos transportes, nas comunicações, no uso da terra, na urbanização, na globalização, na circulação atmosférica, na circulação oceânica, , no ciclo do nitrogênio , no ciclo da água e outros ciclos, na perda dos bancos de gelo, na subida do nível do mar, nas redes alimentares, na biodiversidade, a poluição, na saúde, na sobrepesca, entre outros. 

## História da pesquisa sobre mudanças globais
Antes mesmo da definição de "mudança global", já havia iniciativas para enfrentar o impacto das atividades humanas sobre o meio ambiente. Um marco importante foi a Conferência das Nações Unidas sobre o Meio Ambiente Humano, realizada em Estocolmo, em 1972, que deu origem ao Programa das Nações Unidas para o Meio Ambiente. Apesar do caráter global desses esforços, a abordagem do sistema terrestre ainda não estava consolidada. No entanto, esses eventos impulsionaram uma série de ações que culminaram na criação do campo de pesquisa sobre mudanças globais.
O termo "mudança global" surgiu quando pesquisadores, inicialmente focados em mudanças climáticas, perceberam que, além do clima, outros componentes do sistema terrestre também estavam mudando rapidamente devido às atividades humanas, muitas vezes com dinâmicas semelhantes às mudanças sociais. Esse conceito tem suas raízes no Programa Mundial de Pesquisa Climática (WCRP), criado em 1980 sob a liderança de Peter Bolin. O programa tinha o objetivo de investigar se o clima estava mudando, se essas mudanças poderiam ser previstas e se eram influenciadas pela ação humana. Os primeiros resultados não só confirmaram o impacto das atividades humanas, como também revelaram um fenômeno mais amplo de mudança global. A partir dessas descobertas, Bolin, junto com cientistas como James McCarthy, Paul Crutzen e Hans Oeschger, fundou o Programa Internacional Geosfera-Biosfera (IGBP), patrocinado pelo Conselho Internacional de Ciência.

Em 2001, ocorreu em Amsterdã uma conferência dedicada aos quatro principais programas de pesquisa sobre mudanças globais da época: o WCRP, o IGBP, o Programa Internacional de Dimensões Humanas (IHDP) e o Diversitas (agora parte do Future Earth). Com o título “Desafios de uma Terra em Mudança: Conferência sobre Ciência Aberta sobre Mudança Global”, o evento foi encerrado com a Declaração de Amsterdã sobre Mudança Global, cujo conteúdo essencial é resumido no parágrafo inicial: 

## Causas
Antigamente, os principais fatores responsáveis por mudanças em escala planetária incluíam variações solares, tectônica de placas, vulcanismo, surgimento e extinção de espécies, impacto de meteoritos, esgotamento de recursos, variações na órbita da Terra em torno do Sol e mudanças na inclinação do eixo terrestre. Atualmente, há evidências contundentes de que o principal impulsionador da mudança global é o aumento da demanda por recursos devido ao crescimento populacional humano; alguns especialistas e cientistas referem-se a esse fenômeno como a era do Antropoceno. Nos últimos 250 anos, as transformações provocadas pelo homem intensificaram-se, resultando em alterações climáticas, extinções generalizadas de espécies, colapso de populações de peixes, desertificação, acidificação dos oceanos, destruição da camada de ozônio, poluição e outras mudanças de grande magnitude.
Cientistas do Programa Internacional Geosfera-Biosfera afirmam que a Terra agora opera em um estado "sem precedentes". Estudando processos do sistema terrestre, tanto passados quanto presentes, esses cientistas concluíram que o planeta ultrapassou significativamente a faixa de variabilidade natural dos últimos 500 mil anos. O Homo sapiens existe há cerca de 300.000 anos.

## Evidência física

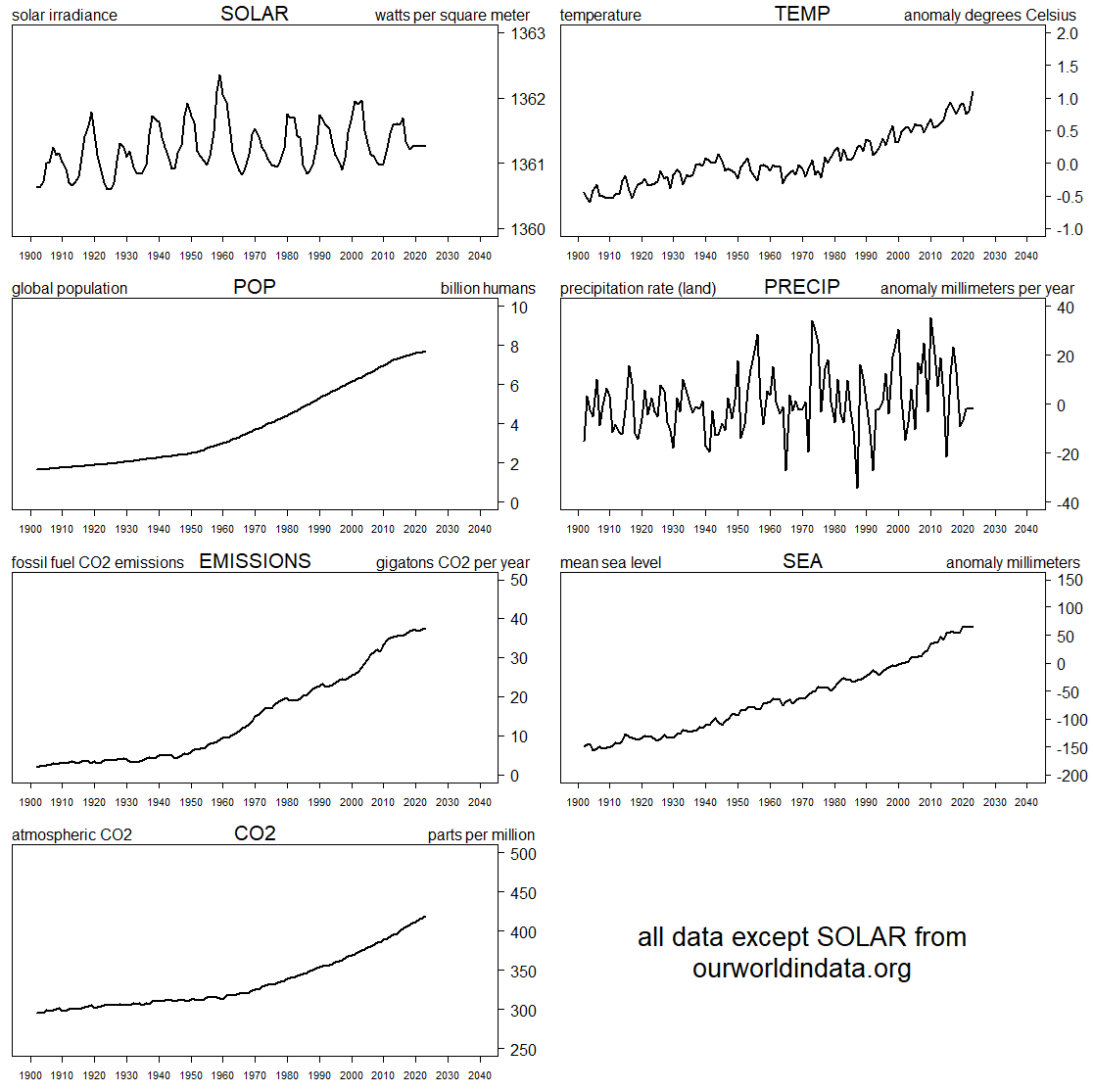
Seis séries temporais globais do Our World In Data, bem como irradiação solar

Os seres humanos sempre modificaram seu ambiente. A chegada da agricultura há cerca de 10.000 anos gerou uma transformação profunda no uso da terra, um processo que se mantém até hoje. No entanto, a pequena população humana teve impacto limitado em escala global até o início da Revolução Industrial em 1750. Esse marco, seguido pela criação do processo Haber-Bosch em 1909, que possibilitou a produção em larga escala de fertilizantes, desencadeou mudanças rápidas nos processos físicos, químicos e biológicos mais importantes do planeta.
Na década de 1950, a mudança global passou a acelerar. Entre 1950 e 2010, a população mais que duplicou. Durante esse período, a rápida expansão do comércio internacional, aliada ao crescimento dos fluxos de capital e ao avanço das novas tecnologias, especialmente de informação e comunicação, promoveu uma integração sem precedentes das economias nacionais. A atividade econômica aumentou dez vezes, e a população global tornou-se mais interligada do que nunca. O uso de água e a construção de barragens em rios aumentaram seis vezes, e atualmente cerca de 70% dos recursos de água doce do mundo são consumidos pela agricultura. Esse número sobe para 90% na Índia e na China. Metade da superfície terrestre da Terra já havia sido domesticada. Em 2010, a população urbana, pela primeira vez, ultrapassou a população rural. E houve um aumento de cinco vezes no uso de fertilizantes. De fato, o nitrogênio reativo produzido pela indústria e pela produção de fertilizantes agora excede a produção terrestre global de nitrogênio reativo. Sem fertilizantes artificiais não haveria comida suficiente para sustentar uma população de sete bilhões de pessoas.
Essas mudanças no subsistema humano têm uma influência direta em todos os componentes do sistema terrestre. A composição química da atmosfera mudou significativamente. As concentrações de importantes gases de efeito estufa, dióxido de carbono, metano e óxido nitroso estão aumentando rapidamente. Um grande buraco na camada de ozônio apareceu sobre a Antártida. A pesca entrou em colapso: a maior parte da pesca do mundo está agora totalmente ou sobre-explorada. Trinta por cento das florestas tropicais desapareceram.
Em 2000, o cientista ganhador do prêmio Nobel Paul Crutzen anunciou que a escala da mudança é tão grande que, em apenas 250 anos, a sociedade humana empurrou o planeta para uma nova era geológica: o Antropoceno. Esse nome pegou e há apelos para que o Antropoceno seja adotado oficialmente. Se for, pode ser a mais curta de todas as eras geológicas. Evidências sugerem que se as atividades humanas continuarem a alterar componentes do sistema terrestre, que estão todos interligados, isso poderá tirar o sistema terrestre de um estado e colocá-lo em um novo estado.

## Sociedade
A mudança global em um contexto social abrange mudanças sociais, culturais, tecnológicas, políticas, econômicas e legais. Termos intimamente relacionados à mudança global e à sociedade são globalização e integração global. A globalização começou com o comércio de longa distância e o urbanismo. O primeiro registro de rotas comerciais de longa distância é do terceiro milênio a.C. Os sumérios da Mesopotâmia negociavam com os colonos do Vale do Indo, na atual Índia.
Desde 1750, mas mais significativamente, desde a década de 1950, a integração global se acelerou. Esta era testemunhou mudanças globais incríveis em comunicações, transporte e tecnologia de computadores. Ideias, culturas, pessoas, bens, serviços e dinheiro circulam pelo planeta com facilidade. Essa nova interconexão global e livre fluxo de informações alterou radicalmente as noções de outras culturas, conflitos, religiões e tabus . Agora, os movimentos sociais podem se formar e se formam em escala planetária.
A evidência, se mais fosse necessária, da ligação entre a mudança social e ambiental global surgiu com a crise financeira global de 2008-2009. A crise empurrou as principais potências econômicas do planeta, os Estados Unidos, a Europa e grande parte da Ásia para a recessão. De acordo com o Global Carbon Project, as emissões atmosféricas globais de dióxido de carbono caíram de uma taxa de crescimento anual de cerca de 3,4% entre 2000 e 2008, para uma taxa de crescimento de cerca de 2% em 2008. 
Sociedades em todos os lugares estão enfrentando desafios sem precedentes como resultado das rápidas mudanças globais (incluindo as mudanças climáticas). Nesse contexto, há necessidade de contribuir de forma generativa para sistemas de aprendizagem social transformadores e para o desenvolvimento de caminhos de aprendizagem de habilidades verdes. Através deste enfoque, o trabalho da Cátedra contribui para melhorar a capacidade de desenvolvimento resiliente ao clima e de uma sociedade sustentável e socialmente justa na África do Sul e em África em geral. 

## Gestão planetária
Os seres humanos estão a alterar os ciclos biogeoquímicos do planeta de uma forma largamente desregulada e com conhecimento limitado das consequências. Sem medidas para gerenciar efetivamente o sistema terrestre – os componentes físicos, químicos, biológicos e sociais do planeta – é provável que haja impactos severos nas pessoas e nos ecossistemas. Talvez a maior preocupação seja que um componente do sistema terrestre, por exemplo, a circulação oceânica, a floresta amazônica ou o gelo marinho do Ártico, chegue a um ponto crítico e passe de seu estado atual para outro: de fluindo para não fluindo, de floresta tropical para savana ou de gelo para nenhum gelo. Um efeito dominó poderia ocorrer com outros componentes do sistema terrestre mudando de estado rapidamente.
Pesquisas intensivas nos últimos 20 anos revelaram que o sistema terrestre contém pontos de inflexão, e mudanças de grande escala podem ocorrer rapidamente, em poucas décadas. Alguns desses pontos de inflexão foram identificados, e há tentativas de quantificar esses limites. No entanto, até agora, os esforços só resultaram na definição de “fronteiras planetárias” de forma ampla, além dos quais os pontos de inflexão existem, mas suas localizações exatas ainda são incertas.
Têm havido apelos para uma melhor forma de gerir o ambiente à escala planetária, por vezes referida como gestão do "sistema de suporte de vida da Terra". As Nações Unidas foram criadas para acabar com guerras e fornecer uma plataforma para o diálogo entre países. Ele não foi criado para evitar grandes catástrofes ambientais em escala regional ou global. Mas existem várias convenções ambientais internacionais sob a ONU, incluindo a Convenção-Quadro sobre Mudanças Climáticas, o Protocolo de Montreal, a Convenção de Combate à Desertificação e a Convenção sobre Diversidade Biológica. Além disso, a ONU tem dois órgãos encarregados de coordenar atividades ambientais e de desenvolvimento: o Programa das Nações Unidas para o Meio Ambiente (PNUMA) e o Programa das Nações Unidas para o Desenvolvimento (PNUD).
Em 2004, o IGBP publicou "Mudança Global e o Sistema Terrestre, um planeta sob pressão".  O resumo executivo da publicação concluiu: "É necessária uma estratégia global, abrangente e internamente consistente para a administração do sistema terrestre". Afirmou que o objetivo da pesquisa é definir e manter um equilíbrio estável no ambiente global.
Em 2007, a França solicitou que o PNUMA fosse substituído por uma organização nova e mais poderosa chamada " Organização das Nações Unidas para o Meio Ambiente ". A justificação era que o estatuto do PNUMA como um "programa", em vez de uma "organização" na tradição da Organização Mundial da Saúde ou da Organização Meteorológica Mundial, o enfraquecia a ponto de já não ser adequado ao seu propósito, dado o conhecimento actual do estado do planeta. 